# Burchard Suhm
Burchard von Suhm (ur. 5 czerwca 1666, zm. 14 marca 1720 w Paryżu) – dyplomata saski i polski, chargé d’affaires Rzeczypospolitej w Królestwie Francji w 1710 roku.

## Życiorys
W 1713 został przedstawicielem Augusta II w Paryżu. Francuzi woleli wprawdzie by król wysłał Polaka, lecz August miał większe zaufanie do Suhma, który zresztą już był znany w stolicy Francji. Suhm stanowi przykład dyplomaty opłacanego przez oba dwory: przez saski Tajny Gabinet (6000 talarów rocznie) i polską kancelarię (dodatkowo 1000 talarów rocznie). We Francji załatwiał więc Suhm zarówno interesy saskie, jak i te zlecone przez kanclerza polskiego jak np. uwolnienie aresztowanego za długi Franciszka Ponińskiego, starosty kopanickiego, czy remonstracja w sprawie dwóch zatrzymanych gdańskich statków.
Gdy w 1720 Suhm zmarł na placówce dyplomatycznej, na jego następcę wytypowany został Karl Heinrich von Hoym.